# Escultures i monuments de Jaume I
Relació de les estàtues, escultures i monuments en homenatge al rei Jaume I el Conqueridor
| Municipi               | Ubicació                                             | Autor                                                         | Any                             | Dedicatòria (motiu) | Imatge |
| Almassora              | Pl.Jaume I                                           | Vicent Llorens Poy                                            | 1982                            | Jaume I |        |
| Alzira                 | Pl.Sant Judes Tadeu                                  | Enrique Casterá Masiá                                         | 1955                            | |        |
| Alzira                 | Pl.Constitució                                       | Octavio Vicent                                                | 1971                            | (relleu) EL REY D.JAIME RECIBIO EL VIATICO EN ALCIRA POCO ANTES DE MORIR, VISTIENDO EL HABITO DE SAN BERNARDO Y RENUNCIANDO LA CORONA EN 27 DE JULIO DE 1276 |        |
| Ares del Maestrat      | Pl.Església                                          | Manel Pelecha i Joaquin Fandos (proj.), Àngels Moya (disseny) | 1989                            | ARES DEL MAESTRAT / AL / REI JAUME I "EL CONQUERIDOR" / EL 8 DE GENER DE 1232 EL REI EN / JAUME INICIÀ PER ACÍ LA / CONQUESTA VALENCIANA / LA GENERALITAT VALENCIANA EN / RECORD I HOMENATGE AL NOSTRE / REI FUNDADOR AMB MOTIU DEL 750 ANIVERSARI / DEL NAIXEMENT DEL POBLE VALENCIÀ / AGOST 1989 |        |
| Banyeres de Mariola    | Plaça dels Plàtans                                   | Vicent Ferrero                                                | 2022                            | |        |
| Barcelona              | Façana Ajuntament                                    | Josep Bover Mas                                               | 1844                            | (Per la creació del Consell de Cent entre 1249 i 1265) |        |
| Barcelona              | Saló de Cent de l'Ajuntament                         | Manel Fuxà                                                    | 1924?                           | (Per la creació del Consell de Cent entre 1249 i 1265) |        |
| Benissa                | Pl.Jaume I                                           | Josep Manuel García Cerveró                                   | 2009                            | BENISSA / AL REI / CONQUERIDOR / JAUME I |        |
| Callosa d'en Sarrià    | Poador de la Font Major                              |                                                               | Principi s.XX                   | (relleu) |        |
| Calp                   | Av.Jaume I                                           | Roberto Gallardo                                              |                                 | |        |
| Calvià                 | Port de Santa Ponça                                  | Tomàs Vila Mayol                                              | 1929                            | (relleus de la creu de Santa Ponça, amb escenes del Llibre dels Feits sobre la conquesta de Mallorca) |        |
| El Camp de Mirra       | Pl. Rei Jaume I                                      |                                                               | 1977                            | TRATADO DE ALMIZRA 1244 / VII CENTENARIO JAIME I (1276-1976) |        |
| Carcaixent             | Pl.Espanya                                           |                                                               |                                 | |        |
| Castelló               | Av.Rei en Jaume                                      | José Viciano Martí                                            | 1896                            | (Creació de Castelló el 1251) |        |
| Dénia                  | Pl.Jaume I                                           | Joxé Manuel de Alberdi                                        | 1987                            | Dénia a Jaume I |        |
| Elx                    | Hort del Cura                                        |                                                               |                                 | Jaime I de Aragón Liberador de Elxe en 1265 (desapareguda) |        |
| Elx                    | Hort del Cura                                        |                                                               |                                 | JAIME I EL CONQUISTADOR / LIBERTADOR DE ELX EN 1265 / PROTECTOR DEL PALMERAL |        |
| Elx                    | Parc de Jaume I                                      |                                                               | 2001                            | ELS IL·LICITANS DEDIQUEM / AQUEST PARC AL REI JAUME I, / DE QUI LA LLEGENDA COMPTA / QUE VA PROHIBIR, FA MÉS DE / SET-CENTS ANYS LA TALA DE / QUALSEVOL PALMERA A ELX. / JUNY DE 2001 |        |
| Figueres               | Pl.Ernest Vila                                       | Frederic Marés                                                | 1968                            | (Carta de poblament el 1267) |        |
| Gandia                 | Pl.rei Jaume I                                       | Enric Giner                                                   | 2008? (reprod. medalla de 1976) | Gandia al rei Jaume I |        |
| Gandia                 | C. La Nau (Grau de Gandia)                           |                                                               | 2012                            | |        |
| Girona                 | Gran Via de Jaume I                                  | Francesc Torres Monsó                                         | 1972                            | (Relleu) |        |
| Lattes (Montpeller)    | Pl.Jacques d'Aragon                                  | Madeleine Tézenas du Montcel                                  | 2000                            | JACME Placa: JACQUES 1er LE CONQUERANT / 1208-1276 / ROI D'ARAGON ET DE MAJORQUE / SEIGNEUR DE LATTES ET DE MONTPELLIER / PROMOTEUR DES LIBERTES COMMUNALES |        |
| Llagostera             | Plaça del Castell                                    | Isaac Aiguaviva                                               | 1983                            | els amics de la història de llagostera / amb el suport de la generalitat de catalunya, / l'ajuntament i per subscripció popular / van erigir aquest monument commemoratiu / de l'atorgament de privilegis del rei jaume I al poble / 1240-1983                                                     |        |
| Madrid                 | Jardines de Sabatini                                 | Juan de León                                                  | 1750                            | Jaime I rey de Aragón M.A. de 1276 |        |
| Madrid                 | Parque del Oeste                                     | Nassio Bayarri                                                | 1976                            | |        |
| Moncofa                | Pl.Jaume I                                           | Imanol Barcena i Jesús Crespo                                 | 2003                            | (750 aniversari de la carta de població) |        |
| Mollet del Vallès      | Museu Abelló                                         | Agapit Vallmitjana i Abarca                                   | S.XIX                           | (Jaume I a cavall) |        |
| Montpeller             | Museu d'Història de Montpeller                       | Frederic Marés                                                | 1963                            | (Còpia en marbre de Frederic Marés de l'estàtua jacent del monestir de Poblet, donada a Montpeller en ocasió de l'agermanament de la ciutat amb Barcelona) |        |
| Montsó                 | Pl.San Francisco                                     | José María Casanova                                           | 2003                            | (Monument als templers i a Jaume I, que seria un dels nens) |        |
| Múrcia                 | Pg.Alfons X                                          |                                                               | 2018 (projecte)                 | |        |
| Múrcia                 | Plaça de Santa Eulalia                               |                                                               | 2018                            | Placa que commemora l'entrada de Jaume I a la ciutat de Múrcia el 1265 |        |
| Navès                  | Castell de Navès                                     | Jaume Cuadrench                                               | 2008                            | (Amb motiu del 800è aniversari del naixement de Jaume I i de saber que la nit del 27 al 28 de juny de 1259 dormí al castell de Navès) |        |
| Nules                  | Av.Jaume I                                           |                                                               |                                 | |        |
| Onda                   | 2015: Pl.Corts Valencianes (abans Museu del Taulell) | Juan Albandea                                                 | 1999                            | A Jaume I (750 aniversari de la Carta Pobla) |        |
| Orpesa                 | Av.Jaume I                                           | José Angel Merino López                                       | 2012                            | Rey Jaime I / Rei en Jaume I |        |
| Palma                  | Pl.Espanya                                           | Enric Clarasó                                                 | 1927                            | Mallorca al Conquistador |        |
| Pego                   | c.Jaume I                                            | Miquel Costa                                                  | 1998                            | |        |
| El Puig de Santa Maria | Ajuntament                                           | Andreu Alfaro                                                 | 1979                            | |        |
| El Puig de Santa Maria | Rotonda d'entrada                                    | Antonio Sacramento                                            |                                 | (Abraçada entre Jaume I i Guillem d'Entença) |        |
| Salou                  | Pg.Jaume I                                           | Salvador Ripoll (arq.) Lluís Maria Saumells (esc.)            | 1965                            | A JAIME I EL CONQUISTADOR / "E QUAN VIREN LOS DE TARRAGONA / ELS DE CAMBRILS QUE L'ESTOL MOVIA / DE SALOU FEREN VELA... / ENTRO QUE DEUS VOS DO A / CONQUERIR AQUESTES / ILLES DE MAYLORQUES" / (DE LA CRÓNICA DEL REY JAIME I)                                                                    |        |
| Salou                  | Camí de Ronda                                        | Natàlia Ferré                                                 | 2022                            | |        |
| Sineu                  | Torre de can Font                                    |                                                               | 1929                            | (7è centenari) |        |
| Tarragona              | Ajuntament                                           | Lluís Doménech i Montaner                                     | 1927                            | (Mausoleu de Jaume I) |        |
| Tavernes Blanques      | Parc del rei en Jaume                                |                                                               |                                 | |        |
| Torrent                | Casa de Cultura                                      |                                                               | 2015                            | (bust de Jaume I) |        |
| València               | Pl.Alfons el Magnànim                                | Agapit Vallmitjana                                            | 1891                            | Entró vencedor en Valencia, liberándola del yugo musulman, el día de San Dionisio, IX octubre de MCCXXXVIII. / Al Rey Don Jaime El Conquistador, Fundador del Reino Valenciano, Valencia agradecida. Año MDCCCXCI.                                                                                 |        |
| València               | Museu Històric Municipal                             | Agapit Vallmitjana                                            | ca 1896                         | |        |
| València               | Pl.Saragossa                                         | Antonio Sacramento                                            | 1991                            | (Cap de Jaume I) |        |
| València               | Palau de la Generalitat                              | Vicent Llorens Poy                                            |                                 | |        |
| La Vall d'Alba         | Pl.9 d'octubre                                       |                                                               |                                 | |        |
| El Verger              | Pl.Jaume I                                           |                                                               |                                 | (escultura eqüestre de ferro) |        |
| Vila-real              | Parc de Jaume I (2008) Pl.Major (1974)               | Vicent Llorens Poy                                            | 1974                            | Jaume I Fundador de Vila-real |        |
| Vila-real              | Ajuntament                                           | Vicent Llorens Poy                                            | 2016                            | (còpia de l'estàtua original) |        |
| Vilafamés              | Pl.Major                                             |                                                               | 1993?-2007                      | (desapareguda) |        |
| Vimbodí i Poblet       | Monestir de Poblet                                   | Lluís Gilabert Ponce                                          | 1873-1936                       | D.JAIME Iº (anomenada "Don Jaime I en sus últimos días") (desapareguda durant la Guerra Civil) |        |
| Vimbodí i Poblet       | Monestir de Poblet                                   | Frederic Marés                                                | 1952                            | (Sepulcre de Jaume I, en alabastre) |        |
| Vinaròs                | Av.Jaume I                                           | Juan Carlos Molés                                             | 2010                            | |        |